# 36,6 (аптечная сеть)
«Аптечная сеть 36,6» — российская аптечная сеть. Полное наименование — Публичное акционерное общество «Аптечная сеть 36,6». Штаб-квартира — в Москве.

## История
Сеть создана в конце 1990‑х годов Сергеем Кривошеевым и Артёмом Бектемировым, работавшими в фармдистрибьюторской компании «Время». Они решили применить к пребывавшему тогда в хаотическом состоянии аптечному рынку технологии современного ретейла (брендинг, продуктовую матрицу, CTM, открытую выкладку). Первая аптека была открыта в 1997 году в Москве. Для разработки концепции в 2000 году привлекли международную консалтинговую компанию МcKinsey. В 2003 году компания провела IPO на ММВБ.
До 2008 года «36,6» активно скупала региональных игроков и открывала новые точки. В 2005 году были приобретены аптечные сети в Волгограде («Добрый сосед»), Дмитрове («Мега-стиль»), Новосибирске («Аптечный торговый дом»), Перми («Чаша здоровья»), Самаре («Неболит»), Санкт-Петербурге («Апельсин» и «Таблетка») и Сарове («Доктор Зеленкин»). В январе 2006 года завершена сделка по приобретению аптечной сети «Фармация» («Пермские аптеки») в Пермском крае. Всего в 2006 году было куплено 18 сетей из 352 аптек и открыто 75 новых точек. В течение 2007 года было приобретено 26 сетей из 293 точек, органически открыто ещё 166. В июле 2007 года в Нижнем Новгороде открылась тысячная аптека.
На начало 2009 года «36,6» насчитывала 1084 аптеки. В том же году компания начала избавляться от нерентабельных точек. За 2009 год была закрыта 131 аптека, а открыты лишь 23.
По состоянию на март 2009 года ОАО «Аптечная сеть 36,6» также контролировало 51,8 % акций фармацевтической компании «Верофарм», входившую в пятёрку крупнейших российских производителей фармацевтических препаратов. «Верофарм» владела тремя фармацевтическими заводами в Белгороде, Воронеже и Покрове. В конце августа 2013 года акции «Верофарма» были проданы за 5 млрд руб. компании «ГарденХиллс», контролируемой владельцем Московского кредитного банка Романом Авдеевым.
В начале 2010 года было объявлено о том, что 25 % акций компании было продано крупному российскому оптовому торговцу лекарствами компании «СИА интернейшнл». На 1 апреля 2010 года под управлением компании находилось 1004 аптеки в 29 регионах, 11 магазинов развивающих игрушек для детей «Центр раннего развития — Early Learning Centre (ELC)» (СП на паритетных началах с британской компанией), 14 магазинов оптики, а также 21 отдел оптики, расположенных внутри аптек. В 2010 году закрылись 45 аптек и открылись 15.
Глобальный экономический кризис 2012—2013 годов существенно подорвал позиции компании, финансовые результаты, деятельность «36,6» резко ухудшились.
В начале 2013 года начались переговоры о слиянии с сетью А5, однако они были приостановлены из-за сделки по объединению с сетью A.v.e. (аптеки «A.v.e.» и «Горздрав»), начавшейся в том же году. Окончательно сделка с A.v.e. была закрыта в 2015 году.
В 2014 году в состав «36,6» вошёл российский бизнес финской компании «Oriola KD» (бренды «Старый лекарь» и «03»).
В апреле 2016 года крупнейший в мире аптечный ретейлер «Walgreens Boots Alliance» (WBA) приобрёл 15 % акций аптечной сети «36,6» в обмен на своего российского дистрибутора — компанию «Alliance Healthcare Russia» (ООО «Альянс Хелскеа Рус»). Одновременно WBA получил опцион на увеличение доли в российской аптечной сети до контрольной — американский ретейлер вправе увеличить пакет до 85 % в течение трёх лет.
В декабре 2016 года группа завершила слияние с сетью А5. Руководство сети приняло решение об экспансии в регионы и укреплении позиций в Московском и Санкт-Петербургском регионах. По итогам 2018 года «36,6» вошла в топ-3 аптечных сетей с долей рынка 4,54 %. В 2019 году ПАО «Аптечная сеть 36,6» взяло в управление крупнейшую новгородскую аптечную сеть «Калина-Фарм», начало развивать дистрибьюторское подразделение сети ООО «Джи Ди Пи» и вышло на рынок государственных закупок.
В декабре 2020 года дистрибьюторское подразделение ООО «Джи Ди Пи» (100-процентная дочерняя структура ПАО «Аптечная сеть 36,6»), развивающее сегмент государственных закупок лекарств и медоборудования, было продано.
Выручка аптечной сети «36,6» по итогам 2020 года составила 39,3 млрд руб. За 2020 год сети удалось нарастить число аптек, открыв 124 новые точки, из которых 88 — в Москве. В феврале 2021 года сеть включала 1460 аптек.
По состоянию на конец 2021 года сеть насчитывала более 1500 аптечных учреждений. По итогам 2021 года общая выручка сети составила 53,04 млрд руб.
По состоянию на начало 2023 года сеть насчитывала более 1800 аптечных учреждений. По итогам 2022 года общая выручка сети составила 67,3 млрд руб.
В 2023 году «36,6» закрыла сделку по покупке аптечной сети «Лекоптторг & Родник здоровья», в периметр сделки вошли 170 аптек и складских помещений в Санкт-Петербурге и Ленинградской области. По состоянию на декабрь 2023 года аптечная сеть «36,6» насчитывает более 2000 аптек в 11 регионах страны.

## Собственники и руководство
Генеральным директором ПАО «Аптечная сеть 36,6» является Александр Владимирович Кузин. 

## Деятельность
Главными розничными брендами ПАО «Аптечная сеть 36,6» являются аптеки «36,6» и «Горздрав». Сеть насчитывает более 2000 аптек в 11 регионах РФ: Москве, Санкт-Петербурге, Московской, Новгородской, Тверской, Калужской, Псковской, Воронежской, Ленинградской областях, а также в Республике Карелии и Краснодарском крае.
По итогам 2020 года «36,6» занимала 1-е место в комплексном рейтинге межрегиональных и региональных аптечных сетей, проводимом компанией IQVIA.
Рейтинговое агентство АКРА присвоило в 2023 году ПАО «Аптечная сеть 36,6» рейтинговую оценку BBB+(RU) со стабильным прогнозом и подтвердило её с позитивным рейтингом в 2024.